# Локалитет Игњатов храст
Локалитет Игњатов храст је локалитет у режиму заштите I степена, површине 28,52ha, на јужним падинама НП Фрушка гора.
Налази се у ГЈ 3802 Чортановачка шума-Хопово-Велика Ремета, одељење 16. То је шумски екосистем, гнездилиште Црне жуне и Средњег детлића, као строго заштићене врсте птица.